# Montes Notre Dame
Montes Notre Dame (en francés: Monts Notre Dame; en inglés: Notre Dame Mountains ) son una parte de los montes Apalaches, que se extienden desde la península de Gaspesia en la provincia canadiense de Quebec hasta las Montañas Verdes en el estado estadounidense de Vermont.
La cordillera va de noreste a suroeste, formando el borde sur del valle del río San Lorenzo, y siguiendo la frontera entre Canadá y Estados Unidos entre Quebec y Maine. El montañoso "panhandle" de Nuevo Brunswick  se encuentra en la cordillera de Notre Dame, así como la parte alta del valle del río Connecticut en Nuevo Hampshire.
Como las montañas son geológicamente viejas, se han erosionado a una altura media de unos 600 m (2.000 pies).